# Clint Eastwood (песня)
«Clint Eastwood» (с англ. — «Клинт Иствуд») — песня британской виртуальной группы Gorillaz, выпущенная первым синглом из их дебютного альбома в марте 2001 года и достигшая 4-го места в Великобритании и 57-го в США. В Австралии и Великобритании сингл получил статус золотого. Согласно The Official Charts Company, в Великобритании было продано свыше 480,000 копий песни. Песня сочетает в себе такие музыкальные стили, как электроника, даб, хип-хоп и рок. Мелодическая линия песни, особенно в припеве, является аллюзией на классический вестерн «Хороший, плохой, злой», при этом звезда фильма Клинт Иствуд упоминается лишь в названии песни. Куплеты были спеты рэпером Del the Funky Homosapien, изображённого в клипе в виде синего призрака, в то время как припевы — Деймоном Албарном, изображающим виртуального участника группы 2-D. В октябре 2011 года британский журнал New Musical Express поместил песню под номером 141 в свой список «150 лучших треков за последние 15 лет». А в 2015 году еженедельник включил данную композицию в свой список «500 величайших песен всех времён», разместив её в нём на 347-й позиции.

## Создание песни
В 2023 году Албарн рассказал, что музыканты не сочиняли культовую мелодию трека, а взяли для нее готовый пресет «Рок-1» японского синтезатора Omnichord 1980-х годов выпуска.

## Клип
Анимация клипа была срежиссирована Джейми Хьюлеттом и Питом Кэндэлэндом. Он начинается с появления красного логотипа группы на чёрном фоне и с цитаты из фильма 1978 года «Рассвет мертвецов»:
Every dead body that is not exterminated, gets up and kills. The people it kills, get up and kill
(букв. «Каждый труп, который не уничтожили, встаёт и убивает. Люди, которых он убивает, встают и убивают».) сначала на японском, затем на английском. Эта фраза была признана оскорбительной в нескольких странах и в исправленной версии это вступление было опущено.
Название клипа и песни является аллюзией к известному вестерну с Клинтом Иствудом в главной роли, «Хороший, плохой, злой». В начале клипа мы слышим вопль из музыкальной темы фильма. Частые показы лиц участников группы крупным планом являются особенностью клипа, что также часто используется в спагетти-вестернах. Посреди фильма Дел вызывает надгробия из-под земли, что является аллюзией к концу фильма «Хороший, плохой, злой». Также частой является ошибка, когда считают, что в известном припеве:
I ain’t happy,
I’m feeling glad.
I got sunshine in a bag
(букв.: «Я не счастлив, Но я доволен. У меня в сумке источник радости и удовлетворения») есть ссылка на наркотики, такие как марихуана, ЛСД. На самом же деле это является аллюзией к деньгам в сумке персонажа Клинта Иствуда, с которыми он уезжает в конце фильма.
Группа играет на чисто белом фоне. Потом кепка Рассела начинает загадочным образом подниматься сама по себе, и кажется, что призрак Дела появляется из-под неё. Он начинает читать рэп, оставляя остальных участников группы, кроме 2-D, в ошеломлении, фоном в этот момент является кладбище. Затем Дел начинает вызывать огромные надгробия, которые прорываются из-под земли, и начинается мощный дождь, разражается гроза. Вскоре после этого руки горилл-зомби пробиваются из-под земли. Мёрдока хватают за промежность и опускают на землю (аллюзия к зомби-фильму Питера Джексона «Живая мертвечина».) Через несколько секунд гориллы восстают. Мёрдок сразу попадает в их поле зрения, и некоторые из них гонятся за ним. Он оборачивается и злобно глядит на них в разочаровании от невозможности сбежать, и зомби начинают странную танцевальную последовательность (очень напоминающую хореографию в музыкальном фильме Майкла Джексона «Триллер»), пока его не поражает молния. Затем показывают Нудл, которая, подпрыгивая, радостно бежит так, как будто её вовсе не заботит окружение, и неожиданно наносит мощный удар прямо в лицо одному из горилл-зомби. Сразу после этого Дела засасывает обратно в голову Рассела, все гориллы дезинтегрируются, а музыканты остаются стоять на залитом солнечным светом кладбище. Заканчивается клип раздробленным экраном, на котором показаны все четыре музыканта и их имена.
Клип победил на фестивале короткометражных фильмов Rushes Soho в 2001 году, обойдя таких исполнителей, как Blur, Fatboy Slim, Radiohead и Робби Уильямс.

## Клинт Иствуд
В 2001 году Хьюлетт и Албарн отметили, что они не получили отклика на песню от реального Иствуда. Албарн выразил желание послать актёру часть товаров группы в знак уважения и сказал:

 Я уверен, что Клинту Иствуду [песня] понравится. Он умный человек.Оригинальный текст (англ.)I’m sure Clint Eastwood would like [the song]. He’s an intelligent man.

## Поп-культура
- В фильме «Малавита» звучит песня на моменте, когда из поезда выходит несколько киллеров в чёрной одежде.
- 2-D одет в футболку c надписью «T-virus» — аллюзия к вымышленному вирусу из серии игр и фильмов «Resident Evil», обладающему способностью оживлять мёртвые клетки и создавать зомби.
- Воскрешённые «гориллы» танцуют «Триллер», что является аллюзией к Майклу Джексону в его короткометражном музыкальном фильме «Michael Jackson’s Thriller».
- Песня была использована в эпизодах таких сериалов как: «Дарья», «Тайны Смолвиля», «Шоу Энди Милонакиса», «Ангел», «Уокер, техасский рейнджер», «Скорпион», «Детектив Раш», «Тёмный ангел», «Осторожно, модерн! 2», а также в фильме «Малавита» и мультфильме «Тролли».
- Ремикс песни использовался как саундтрек к одному из промо-роликов игры «Suicide Squad: Kill the Justice League».

## Список композиций
CD
1. «Clint Eastwood»
2. «Clint Eastwood» (Ed Case/Sweetie Irie Refix Edit)
3. «Dracula»
4. «Clint Eastwood» (видео)

Аудиокассета
1. «Clint Eastwood»
2. «Clint Eastwood» (Ed Case/Sweetie Irie Refix Edit)
3. «Dracula»

12"
1. «Clint Eastwood»
2. «Clint Eastwood» (Ed Case/Sweetie Irie Refix Edit)
3. «Clint Eastwood» (Phi-Life/Cypher Remix)

## Чарты
| Чарт (2002)                       | Пик |
| --------------------------------- | --- |
| Австралийский чарт синглов ARIA   | 17  |
| Австрийский Топ-75 чарт синглов   | 2   |
| Канадская горячая 100 (Billboard) | 2   |
| Топ 40 Нидерландов                | 2   |
| Еврочарт — горячая 100            | 4   |
| Финский чарт синглов              | 6   |
| Немецкий чарт синглов             | 2   |
| Итальянский чарт синглов          | 4   |
| Латвийский чарт синглов           | 3   |
| Мексиканский топ-100              | 6   |
| Чарт синглов Новой Зеландии RIANZ | 2   |
| Норвежский чарт синглов           | 1   |
| Португальский топ-50 чарт синглов | 8   |
| Румынский чарт синглов            | 3   |
| Шведский чарт синглов             | 7   |
| Швейцарский тор-100 чарт синглов  | 3   |
| Турецкий топ-20 чарт              | 9   |
| Чарт синглов Великобритании       | 4   |
| США Billboard Горячая 100         | 57  |
| США Billboard Hot Dance Club Play | 6   |